# 大川村 (佐賀県)
大川村（おおかわむら）は、佐賀県西松浦郡にあった村。現在の伊万里市の一部にあたる。

## 地理
大川野盆地に位置していた。
- 河川：松浦川[3]
- 山岳：八幡岳[3]、眉山[3]

## 歴史
- 1889年（明治22年）4月1日、町村制の施行により、西松浦郡大川野村、山口村、田代村、川原村、川西村、駒鳴村、立川村が合併して村制施行し、大川村が発足[1][2]。旧村名を継承した大川野、山口、川原、川西、駒鳴、立川と田代から改称した東田代を含めた7大字を編成[2]。
- 1954年（昭和29年）4月1日、西松浦郡伊万里町、黒川村、波多津村、南波多村、松浦村、二里村、東山代村、山代町と合併し、市制施行し伊万里市を新設して廃止された[1][2]。合併後、伊万里市大字大川野・山口・川原・川西・駒鳴・立川・東田代となる[2]。

## 産業
- 農業[3]、鉱業[4]

### 炭鉱
- 立川炭鉱（1936年 - 1970年）[4]

## 交通

### 鉄道
- 1935年（昭和10年）北九州鉄道（現筑肥線）山本 - 伊万里間が開通し駒鳴駅を開設[5]。